# Grzybowo (Reszel)
Grzybowo (deutsch Spiegels-Korschen) ist ein kleiner Ort in der polnischen Woiwodschaft Ermland-Masuren. Er gehört zur Gmina Reszel (Stadt- und Landgemeinde Rößel) im Powiat Kętrzyński (Kreis Rastenburg).

## Geographische Lage
Grzybowo liegt inmitten der Woiwodschaft Ermland-Masuren, 18 Kilometer südwestlich der Kreisstadt Kętrzyn (deutsch Rastenburg).

## Geschichte
Das Waldhaus Spiegels-Korschen wurde um 1820 als Corschensche Waldbude und ein „adlig Vorwerk mit 6 Feuerstellen“ genannt. Das Vorwerk Spiegels-Korschen gehörte später zum Amtsbezirk Rehstall (polnisch Stachowizna) im Kreis Rastenburg im Regierungsbezirk Königsberg in der preußischen Provinz Ostpreußen. Im Jahre 1905 wurden in Spiegels-Korschen neun Einwohner registriert.
Am 30. September 1928 bildete man aus dem Waldhaus Spiegels-Korschen und der Landgemeinde Spieglowken (1938 bis 1945 Spiegelswalde, polnisch Śpiglówka) sowie den Vorwerken Spiegels-Langheim und Spiegels-Jeesau die neue Landgemeinde Spiegels (polnisch Śpigiel).
Als 1945 in Kriegsfolge das gesamte südliche Ostpreußen an Polen überstellt wurde, war auch Spiegels-Korschen davon betroffen. Es erhielt die polnische Namensform „Grzybowo“ und ist heute eine Ortschaft im Verbund der Stadt- und Landgemeinde Reszel (Rößel) im Powiat Kętrzyński (Kreis Rastenburg), bis 1998 der Woiwodschaft Olsztyn, seither der Woiwodschaft Ermland-Masuren zugehörig.

## Kirche
Bis 1945 war Spiegels-Korschen in die evangelische Kirche Bäslack (polnisch Bezławki) in der Kirchenprovinz Ostpreußen der Kirche der Altpreußischen Union sowie in die katholische Kirche Heiligelinde (polnisch Święta Lipka) im damaligen Bistum Ermland eingepfarrt. Heute gehört Grzybowo zur evangelischen Kirche in Warpuny (Warpuhnen), die von der Pfarrei Sorkwity (Sorquitten) in der Diözese Masuren der Evangelisch-Augsburgischen Kirche in Polen betreut wird, sowie zur katholischen Pfarrei in Święta Lipka im jetzigen Erzbistum Ermland.

## Verkehr
Grzybowo liegt an einer Nebenstraße, die von Pilec (Pülz) kommend den Ort mit der Woiwodschaftsstraße 590 bei Wola (Dürwangen) verbindet. Außerdem führt ein Landweg von Giesewen (1938 bis 1945 Giesenau) direkt in den Ort. Eine Anbindung an den Bahnverkehr existiert nicht.